# Francesca Quondamcarlo
Francesca Quondamcarlo (ur. 21 sierpnia 1984 we Frascati) – włoska szpadzistka, dwukrotna medalistka mistrzostw świata.
W 2000 roku zdobyła brązowy medal w indywidualnej rywalizacji kadetek na mistrzostwach świata juniorów w South Bend. Na rozgrywanych dwa lata później mistrzostwach świata juniorów w Antalyi zdobyła srebrny medal drużynowo. 
Podczas mistrzostw świata w Antalyi w 2009 roku Włoszki w składzie: Francesca Quondamcarlo, Cristiana Cascioli, Bianca Del Carretto i Nathalie Moellhausen zdobyły złoty medal w turnieju drużynowym. W tej samej konkurencji zdobyła również brązowy medal na mistrzostwach świata w Kazaniu w 2014 roku.
Zdobyła drużynowo brązowy medal na mistrzostwach Europy w Bourges w 2003 roku. W tej samej konkurencji zdobywała następnie brązowe medale na mistrzostwach Europy w Kijowie w 2008 roku, mistrzostwach Europy w Strasburgu w 2014 roku i mistrzostwach Europy w Montreux w 2015 roku oraz srebrny na mistrzostwach Europy w Lipsku w 2010 roku. Zdobyła też srebrny medal indywidualnie na mistrzostwach Europy w Zagrzebiu w 2013 roku.
Nigdy nie wzięła udziału w igrzyskach olimpijskich.